# تشارلز كيلينغ
تشارلز ديفيد كيلينغ (بالإنجليزية: Charles David Keeling)‏ (20 آبريل، 1928- 20 يونيو 2005) كان عالمًا أمريكيًا نبّه تسجيله لغاز ثاني أكسيد الكربون في مرصد مونا لوا أولًا إلى التأثير بشري المنشأ على تأثير البيت الزجاجي والاحتباس الحراري. يقيس منحنى كيلينغ التراكم التدريجي لغاز الكربون –أحد الغازات الدفينة- في الجو.

## نشأته وبداية مسيرته المهنية
وُلد كيلينغ في سكرانتون بولاية بينسلافينيا لوالده رالف كيلينغ ووالدته غريس كيلينغ (الكنية قبل الزواج شيربيرن). أثار والده –مستثمر مصرفي- اهتماماته بعلم الفلك عندما كان تشارلز في عمر الخامسة، في حين غرست فيه أمه حب الموسيقا طوال حياته. تخرّج بشهادة في الكيمياء من جامعة إيلينوي في عام 1948. حصل تشارلز كيلينغ على شهادة الدكتوراه في الكيمياء من جامعة «نورث ويسترن» في عام 1953 تحت إشراف «مالكولم دول» وهو كيميائي بوليميري. توجه معظم المتخرجين تحت إشراف دول إلى الصناعة النفطية، كان لدى كيلينغ «مشكلة في رؤية المستقبل بهذه الطريقة»، لذلك وجه اهتمامه إلى الجيولوجيا، التي كانت معظم مناهجه الجامعية خلال دراسته للدكتوراه فيها. تقدم كيلينغ بطلب للحصول على وظائف ما بعد الدكتوراه بوصفه كيميائيًا بشكل حصري تقريبًا في أقسام الجيولوجيا «غربي خط التقسيم القاري». تلقى عرضًا من هاريسون براون الذي أنشأ مؤخرًا قسم الكيمياء الأرضية في معهد كاليفورنيا للتكنولوجيا. كان زميلًا في دراسات ما بعد الدكتوراه في الكيمياء الأرضية هناك إلى أن انضم إلى معهد سكريبس لعلوم المحيطات في عام 1956، وعُين هناك بروفيسورًا في علوم المحيطات عام 1968.
طوّر في معهد كاليفورنيا للتكنولوجيا «كالتيك» أول أداة قادرة على قياس ثنائي أكسيد الكربون في عينات الغلاف الجوي بدقة موثوقة باستمرار. خيّم كيلينغ في منطقة «بيغ سور» حيث استخدم جهازه الجديد لقياس مستوى ثنائي أكسيد الكربون واكتشف أنه ارتفع منذ القرن التاسع عشر.

## عمله مع معهد سكريبس لعلوم المحيطات (1958-2005)
عمل كيلينغ في معهد سكريبس لمدة 43 عامًا نشر خلالها العديد من الأوراق البحثية المؤثرة.. أقنع روجر ريفيل –مدير معهد سكريبس لعلوم المحيطات ومقره في لا جولا، كاليفورنيا- كيلينغ أن يستمر بعمله هناك. كان ريفيل أيضًا أحد مؤسسي السنة الجيوفيزيائية الدولية (آي جي واي) في عامي 1957-1958 وحصل كيلينغ على تمويل لها لتأسيس قاعدة في مرصد مونا لوا في هاواي، التي ترتفع ميلين (3000 متر) فوق مستوى سطح البحر.
بدأ كيلينغ بجمع عينات ثنائي أكسيد الكربون في القاعدة عام 1958. بحلول عام 1960، أثبت أن هناك اختلافاتٍ موسميةً شديدة في مستويات ثنائي أكسيد الكربون مع وصولها لمستوى الذروة في أواخر شتاء نصف الكرة الشمالي. تبع ذلك انخفاض في ثنائي أكسيد الكربون خلال فصل الربيع وبدايات فصل الصيف من كل عام تزامنًا مع زيادة نمو النبات في نصف الكرة الشمالي الغني بالأراضي. في عام 1961، قدم كيلينغ بياناتٍ توضح أن مستويات ثنائي أكسيد الكربون كانت ترتفع باطّراد في ما أصبح يُعرف لاحقًا باسم «منحنى كيلينغ».
في بداية ستينيات القرن العشرين، توقفت مؤسسة العلوم الوطنية عن دعم أبحاثه، واصفةً نتائجها بأنها «روتينية». على الرغم من انخفاض الاهتمام هذا، استخدمت المؤسسة أبحاث كيلينغ في تحذيرها عام 1963 من الكميات المتزايدة بسرعة من غازات الاحتباس الحراري. حذّر تقرير مشابه صادر عن «جمعية الرئيس جونسون الاستشارية للعلوم» من أخطار غازات الاحتباس الحراري الزائدة، التي تُسبب زيادة ارتفاع درجة حرارة الأرض.
يعتبر جمع البيانات الذي بدأه كيلينغ واستمر في مرصد ماونا لاو هو أطول سجل مستمر لثنائي أكسيد الكربون في الغلاف الجوي في العالم ويُعد مؤشرًا موثوقًا على الاتجاه العالمي في طبقة التروبوسفير متوسطة المستوى. بيّنت أبحاث كيلينغ أن تركيز ثنائي أكسيد الكربون في الغلاف الجوي ازداد من 315 جزء بالمليون (بّي بّي إم) في عام 1958 إلى 380 (بّي بّي إم) في عام 2005، مع زيادات مرتبطة بانبعاثات الوقود الأحفوري. كان هناك زيادة أيضًا في التباين الموسمي في عينات تعود لنهايات القرن العشرين وبدايات القرن الواحد والعشرين.

## حياته الشخصية
كان كيلينغ مُحبًا متحمسًا للغابات وقام بالعديد من رحلات المشي لمسافات طويلة والتخييم إلى الجبال الغربية، وخاصة جبال كاسكيد في ولاية واشنطن. كان عضوًا نشطًا في «جمعية وايلدرنس» لفترة طويلة من حياته.
تزوج كيلينغ لويز بارثولد في عام 1954. رُزقا بخمسة أطفال، أحدهم هو «رالف كيلينغ» الذي مشى على خطى والده وهو حاليًا عالم مناخ في معهد سكريبس لعلوم المحيطات. كان تشارلز كيلينغ أيضًا عازف بيانو كلاسيكيًا بارعًا أوشك أن يختار الموسيقا مهنة له. كان كيلينغ مديرًا مؤسسًا لجامعة كاليفورنيا، سان دييغو لمغنّي المارديجال. كان أيضًا رئيسًا عامًا للجنة المواطنين التي صاغت خطة «ديل مار العامة» (أو «خطة المجتمع») في عام 1975.
توفي كيلينغ في عام 2005، عن عمر 70 عامًا بسبب نوبة قلبية.

## إرثه
- في حفل أقيم في البيت الأبيض في يوليو 1977، مُنح كيلينغ «جائزة الإنجاز الخاص» من قبل نائب الرئيس «آل جور». كُرّم كيلينغ «عن أربعين عامًا من البحث العلمي المتميز مترافقة برصد ثنائي أكسيد الكربون في الغلاف الجوي بالتعاون مع مرصد مونا لوا».
- منحنى كيلينغ «محفور بالبرونز على مبنى مونا لوا ومنحوت على جدار الأكاديمية الوطنية للعلوم في واشنطن». كان أيضًا مخططًا على الحائط في قاعة المحاضرات في جامعة هارفرد حيث انتقل الدكتور ريفيل ليدرّس في ستينيات القرن العشرين وحيث يمكن لطلاب آل جور من بين الجميع أن يشاهدوه و«يُدهشوا» به. في عام 2006، قام جور بعرض الرسم البياني في كتاب وفيلم «حقيقة غير مريحة»، ومُنح إلى جانب فريق الأمم المتحدة الحكومي الدولي المعني بتغير المناخ جائزة نوبل للسلام لعام 2007.[8]
- سلسلة محاضرات تشارلز ديفيد كيلينغ التذكارية، معهد سكريبس لعلوم المحيطات، منذ عام 2010.
- بحث كيلينغ، جامعة إيلينوي، منذ عام 2010.
- شقق تشارلز ديفيد كيلينغ في كلية ريفيل في جامعة كاليفورنيا في سان دييغو، افتتحت عام 2011، وصُممت للتأكيد على الوعي البيئي وتقليل التأثير الإيكولوجي إلى أدنى حد.
- منحنى الدكتور كيلينغ (2014)، مسرحية منفردة كتبها جورج شيا ومثلها مايك فاريل.[20]
- جائزة منحنى كيلينغ. عدة جوائز تُقدم سنويًا من قبل مشروع تخفيف حدة الاحتباس الحراري العالمي منذ عام 2018.

## العضويات والزمالات
كان كيلينغ زميل غوغنهايم في معهد الأرصاد الجوية في جامعة ستوكهولم (1961-1962)، بروفيسورًا زائرًا في المعهد الفيزيائي الثاني في جامعة هايدلبيرغ (1969-1970) والمعهد الفيزيائي في جامعة برن (1979-1980).
كان زميلًا في الأكاديمية الأمريكية للفنون والعلوم، والاتحاد الجيوفيزيائي الأمريكي، وفي الرابطة الأمريكية لتقدم العلوم، وعضوًا في الأكاديمية الوطنية للعلوم.
كان عضوًا في لجنة التلوث العالمي التابعة للرابطة الدولية للأرصاد الجوية، ومدير علمي للمختبر المركزي لمعايرة ثنائي أكسيد الكربون للمنظمة العالمية للأرصاد الجوية.

## وصلات خارجية
- الموقع الرسمي لجائزة قلادة العلوم الوطنية الأمريكية